# Lviv international film festival Wiz-Art
Il Lviv international film festival Wiz-Art (abbreviato LISFF Wiz-Art ) è un festival internazionale del cortometraggio che si tiene annualmente a Leopoli, in Ucraina, verso fine luglio. Il festival è stato avviato dalla formazione artistica Wiz-Art, fondata nel 2008. Il festival mostra ogni anno più di 100 nuovi cortometraggi. Wiz-Art è una importante piattaforma culturale ed educativa che unisce registi ucraini e stranieri e li presenta al pubblico di professionisti ed esperti ucraini. Il festival ha anche presentato in anteprima vari film nell'ambito del Brussels Short Film Festival, oltre a collaborare con altri festival.

## Programma del concorso
Al festival partecipano cortometraggi da tutto il mondo. I partecipanti di qualsiasi paese possono inviare un modulo di partecipazione. Il festival mostra più di 100 nuovi cortometraggi all'anno. I film selezionati in ciascuna categoria possono beneficiare di numerosi premi. Inoltre, gli spettatori possono guardare i film del programma non competitivo. Ogni anno, il team del festival sceglie un tema socialmente rilevante che utilizza come base per il design visivo dell'evento.

### Premi
- Gran premio della LISFF Wiz-Art (in entrambi i concorsii)

concorso internazionale:
- Miglior regista
- Premio del pubblico

concorso nazionale:
- Miglior film ucraino
- Premio del pubblico

## Giuria
La giuria del festival è eletta dall'amministrazione del festival. Di solito ne fanno parte diversi ospiti stranieri e necessariamente rappresentativi del cinema ucraino. I partecipanti della giuria sono registi professionisti, creatori di film e produttori. Negli otto anni di vita del festival i rappresentanti della giuria sono stati: Ruth Paxton ( Scozia ), David Lindner ( Germania ), Vincent Moon ( Francia ), Igor Podolchak ( Ucraina ), Achiktan Ozan ( Turchia ), Anna Klara Ellen Aahrén ( Svezia ), Katarzyna Gondek ( Polonia ), Christoph Schwarz ( Austria ), Gunhild Enger ( Norvegia ), Szymon Stemplewski ( Polonia ), Philip Ilson ( Regno Unito ) e altri.

## Storia del festival

### 2008
Tenutosi il 20-22 novembre 2008 , in questa prima edizione sono stati proiettati film di Sean Conway ( Regno Unito ), Boris Kazakov ( Russia ), Milos Tomich ( Serbia ), Volker Schreiner ( Germania ) e una retrospettiva delle opere della famosa avanguardista Maya Deren ( USA ). Sono stati proiettati 50 film, 10 dei quali erano cortometraggi di giovani registi ucraini.

### 2009
Tenutosi il 23-25 maggio 2009ha visto come ospiti speciali il regista e poeta britannico Julian Gende, il regista tedesco Martin Sulzer (Landjugend) e Kevin Kirhenbaver, il produttore e insegnante russo Vladimir Smorodin. Ci sono state esibizioni dei VJ Shifted Vision e della band Надто Сонна (2sleepy) nonché retrospettive delle opere di Scott Pagano e David Orayli e dei migliori film della Scuola di cinema di Zlín (Repubblica Ceca), Stoccolma (Svezia) e Amburgo (Germania). Il Golden Apricot Yerevan International Film Festival e lo Slovak Festival Early Melons (Bratislava) hanno presentato i loro programmi. Complessivamente sono stati proiettati 100 cortometraggi.

### 2010
Svoltosi il 20–23 maggio 2010 ha visto come ospiti speciali e membri della giuria il regista turco Ozan Achiktan, il media artist slovacco Anton Cerny, la regista svedese Anna Klara Oren e il produttore ucraino Alexander Debych. Al Festival hanno partecipato registi provenienti da Irlanda (Tony Donoh'yu), Spagna (Fernando Uson), Portogallo (Ana Mendes), Polonia (Tomasz Jurkiewicz), Ucraina (Anna Smoliy, Gregory qualcuno Dmitry Red, Mrs. Ermellino). C'erano spettacoli retrospettivi di cortometraggi dalla Finlandia e dall'Asia. Sono stati presentati i migliori film dei festival in Italia (A Corto di Donne) e Russia (Beginning). Il Grand Prix ha ottenuto il film "The Day of Life" (diretto da Joon Kwok, Hong Kong). 105 film provenienti da 30 paesi hanno preso parte a programmi in concorso e fuori concorso.

### 2011
Tenutosi 26–29 maggio 2011 il quarto festival ha avuto come ospiti speciali e membri della giuria la regista scozzese Ruth Paxton, il produttore tedesco David Lindner e il regista ucraino Igor Podolchak. Tommy Mustniyemi (video-artista, Finlandia), Mike Mudgee (regista, Germania), Emil Stang Lund (regista, Norvegia), Morten Halvorsen (regista, Danimarca), Armin Dirolf (regista, Germania) e altri hanno visitato il festival. Sono stati mostrati cortometraggi retrospettivi della parte francofona del Canada, d'animazione francese e un programma speciale di cortometraggi ucraini. Sono stati proiettati 98 film in concorso e programmi fuori concorso. Il Gran Premio è stato vinto dal film d'animazione The Little Quentin (Albert 'T Hooft & Paco Vink Paesi Bassi 2010).

### 2012
tenutosi il 26–29 luglio 2012la quinta edizione g visto come spiti speciali e membri della giuria il regista e viaggiatore francese Vincent Moon, la regista islandese Isotta Uhadottir, coordinatrice del Festival Internazionale Molodist Ilko Gladstein (Ucraina), il regista irlandese Paul Odonahyu, noto anche come Ocusonic e il regista e produttore canadese Felix Dufour-Laperyer (Félix Dufour-Laperrière). Al festival hanno partecipato il regista ungherese e organizzatore del BUSHO Festival Tamas Habelli, il regista ucraino Alexander Yudin, Max Afanasyev e Larisa Artyuhina. Ci sono state retrospettive di cortometraggi ungheresi e italiani, oltre a spettacoli di giovani film ucraini "Cry, but shoot" (la citazione di Alexander Dovzhenko). Come parte di Wiz-Art 2012, il pubblico ha avuto l'opportunità di visitare la Wiz-Art Lab — scuola di cinema con lezioni e masterclass tenute dai partecipanti e dagli ospiti del festival. 98 film provenienti da 38 paesi sono stati proiettati in programmi a concorso e fuori concorso. l Gran Premio è stato vinto dal film Fungus (Charlotte Miller, Svezia, 2011).

### 2013
Tenutosi tra il 24 e il 29 luglio 2013, la sesta edizione ha avuto come speciali sono stati Philip Illson, direttore del London Short Film Festival, Maria Sigrist, regista austriaca, Dmytro Sukholytkiy-Sobchuk, regista ucraino, Florian Pochlatko, regista austriaco, e Romas Zabarauskas, regista lituano.IL gran premio è stato vinto dal film Maybes (Florian Pochlatko, Austria, 2012).Gli altri vincitori di Wiz-Art 2013 sono stati: Miglior Regista — Tarquin Netherway per il film The River (Australia, 2012), Miglior Sceneggiatura — Prematur (Gunhild Enger, Norvegia, 2012), Menzione Speciale — Jamon (Iria Lopez, Regno Unito, 2012), Premio del Pubblico — Touch and See (Taras Dron, Ucraina, 2013).

### 2014
Svoltosi tra il 24 e il 27 luglio 2014, il settimo festival ha avuto come ospiti speciali e membri della giuria sono: Gunhild Enger, regista norvegese, Kateryna Gornostai, regista ucraina, Szymon Stemplewski, direttore dello Short Waves Festival ( Polonia ), Mykyta Lyskov, regista-animatrice ucraina, Volodymyr Tykhyy, art director di il progetto Babylon'13, Olha Makarchuk, regista-animatrice ucraina, Lisa Weber, regista austriaca, e Ismael Nava Alejos, regista messicano. Il programma del concorso ha previsto 15 cortometraggi provenienti da tutto il mondo. Il programma della competizione nazionale ha visto la partecipazione di 11 cortometraggi ucraini. Inoltre, Wiz-Art 2014 ha presentato uno speciale programma di documentari dedicato ai cortometraggi su Euromaidan e retrospettive del miglior cortometraggio ucraino classico del XX secolo. Al Wiz-Art Film School, si è tenuto un evento educativo, consistente in conferenze, sessioni di domande e risposte, incontri e workshop con gli ospiti del festival.